# 茶月みきこ
茶月 みきこ（さつき みきこ、3月1日 - ）は、日本の漫画家。東京都出身。血液型はA型。

## 来歴・人物
1997年、小学館の『少女コミック』増刊3月号にて掲載された、「ジャマしないでよ!」でデビュー。
以後、同誌を中心に活動していたが、2004年頃に同社の『ChuChu』へと移籍。その後、『ChuChu』が廃刊となった為、再度『Sho-Comi』へと戻ることとなる。
2012年現在は、同誌にて主に読み切り作品を発表して活動中。

## 作品一覧

### 連載作品
- コイパズル（2007年『ChuChu』3月号〜5月号）
- なぜなにHoney?（2007年『ChuChu』8月号〜10月号）
- 1/6じゃーんぷっ!（2008年『ChuChu』3月号〜5月号）
- ふたり恋ふわり。（2008年『ChuChu』10月号〜12月号）
- タロット×ハント（2009年『ChuChu』9月号〜2010年1月号）

### 読み切り作品
- ジャマしないでよ!（1997年『少女コミック』3月増刊号）
- DIAMOND!（2002年『少女コミック』本誌2号）
- 少年少女√3〜恋ざかり〜（2002年『少女コミック』本誌20号）
- ゼロキョリロマンス（2003年『少女コミック』本誌11号）
- P＊M（2005年『ChuChu』春号）
- 恋、全速力。（2005年『ChuChu』秋号）
- プライベートノイズ
- キミのいちばんに（2006年『ChuChu』4月号）
- STOP!（2006年『ChuChu』10月号・別冊付録）
- 純愛スタイル（2007年『ちゃおDX』春待ち増刊号）
- プライベートノイズ（2007年『ChuChu』11月号・別冊付録）
- ふたり恋ふわり。よみきりver.
- 執事なモンダイ（2009年『ChuChu』3・4月合併号・別冊付録）
- メイドのお値段（2011年『Sho-Comi』増刊8月15日号）
- 俺のこと好きになって?（2011年『Sho-Comi』増刊10月15日号）
- キミに追いつく3歳前（2011年『Sho-Comi』増刊12月15日号）
- 保健室にネコ!（2012年『Sho-Comi』増刊2月14日号）
- 君にだけ、あげる。（2012年『Sho-Comi』本誌6号）
- ひとつ恋の下。（2012年『Sho-Comi』増刊6月15日号）

## 刊行作品
- コイパズル
- なぜなにHoney?
- 1/6じゃーんぷっ!
- ふたり恋ふわり。